# Антонов, Геннадий Георгиевич
Геннадий Георгиевич Антонов (22 мая 1950—1998) — советский футболист, полузащитник.

## Биография
С 1968 года выступал за ростовский СКА, провёл в команде бессменно восемь сезонов. Дебютный матч сыграл 27 апреля 1968 года против московского «Локомотива», заменив в перерыве Гиви Анфимиади. Первый гол в высшей лиге забил 3 августа 1970 года в ворота луганской «Зари». В 1971 году стал финалистом Кубка СССР, принимал участие в одном из двух финальных матчей против московского «Спартака».
В 1971—1972 годах сыграл несколько матчей за молодёжную сборную СССР.
В 1976 году перешёл в ЦСКА, сыграл 12 матчей (1 гол) в чемпионате страны, а также 2 матча в Кубке СССР.
В 1977 году снова выступал за ростовский СКА. Всего в составе ростовского клуба сыграл в первенствах страны 217 матчей и забил 25 голов, из них в высшей лиге — 146 матчей и 17 голов.
В 1978 году играл за ленинградское «Динамо». В 1979 году был в составе «Пахтакора», но играл только за дубль, на следующий сезон провёл 9 матчей в высшей лиге и забил один гол. Также в этот период выступал за «Бустон» (Джизак). В последние годы карьеры играл за ставропольское «Динамо» и «Атоммаш».
В 1985—1987 годах работал в тренерском штабе «Атоммаша», а в 1988—1989 годах был главным тренером клуба.